# 馬克斯·夸克
馬克斯·克里斯蒂安·夸克（2000年5月10日—）為英國男子籃球運動員，現效力於P. LEAGUE+高雄鋼鐵人。
夸克的母親是汶萊人，夸克出生於英國蘇格蘭愛丁堡，家鄉為蘇格蘭阿伯丁。夸克曾經是萊斯特騎士青年隊成員，18歲前往美國就讀康奈尔学院。
2022年夏天夸克替汶莱飞马征戰马来西亚篮球发展联盟，之後到臺灣國立虎尾科技大學攻讀資訊工程研究所，同時參加籃球校隊。2024年7月夸克在P. LEAGUE+新人選秀會首輪第三順位獲得高雄17直播鋼鐵人青睞，並代表菲律賓球隊波拉火箭參加亞洲巡迴賽（The Asian Tournament）臺北站，8月夸克與鋼鐵人簽約。

## 外部連結
- 馬克斯·夸克在fiba3x3.com（英语）
- 馬克斯·夸克在P. LEAGUE+官網
- 馬克斯·夸克在Eurobasket.com（球員）（英语）
- 馬克斯·夸克在Proballers（英语）
- 馬克斯·夸克在RealGM（英语）
- 馬克斯·夸克在Flashscore（英语）